# Otto Müller (pallanuotista)
Otto Franz Heinrich Maria Müller (Vienna, 10 maggio 1910 – Vienna, 30 agosto 1965) è stato un pallanuotista austriaco.
È stato un giocatore di pallanuoto austriaco che ha partecipato alle Olimpiadi estive del 1936.